# پاکاتاک (کنتیکت)
پاکاتاک (به انگلیسی: Pawcatuck) یک منطقهٔ مسکونی در ایالات متحده آمریکا است که در کنتیکت واقع شده‌است. پاکاتاک ۵٬۶۲۴ نفر جمعیت دارد.